# (1098) Hakone
(1098) Hakone es un asteroide que forma parte del cinturón de asteroides y fue descubierto por Okuro Oikawa desde el observatorio astronómico de Tokio, Japón, el 5 de septiembre de 1928. Ha sido clasificado como un asteroide metálico de tipo M, según el Wide-field Infrared Survey Explorer

## Designación y nombre
Hakone recibió al principio la designación de 1928 RJ.
Más tarde se nombró por la localidad japonesa de Hakone.

## Características orbitales
Hakone orbita a una distancia media de 2,687 ua del Sol, pudiendo acercarse hasta 2,367 ua y alejarse hasta 3,008 ua. Su inclinación orbital es 13,38° y la excentricidad 0,1193. Emplea en completar una órbita alrededor del Sol 1609 días.